# Robert Savlakadze
Robert Savlakadze, grúzul: რობერტ შავლაყაძე (Tbiliszi, 1933. április 1. – Tbiliszi, 2020. március 4.) olimpiai bajnok szovjet-grúz atléta, magasugró.

## Pályafutása
Az 1960-as római olimpián szovjet színekben aranyérmes lett. Az 1962-es belgrádi Európa-bajnokságon bronzérmet szerzett. Az 1964-es olimpián ötödik helyezést ért el.

## Helyezései a világranglistán
- 1958: 4. (210 cm)[4]
- 1959: 2. (213 cm)[5]
- 1960: 3. (216 cm)[6]
- 1962: 4. (215 cm)[7]
- 1964: 5. (217 cm)[8]

## Sikerei, díjai
- Olimpiai játékok
  - aranyérmes: 1960, Róma
- Európa-bajnokság
  - bronzérmes: 1962, Belgrád
- Szovjet bajnokság
  - aranyérmes: 1964[9]
  - ezüstérmes: 1960,[10] 1962[11]
- Lenin-rend: 1960[12]